# Otto Böhme (Unternehmer)
Otto Böhme (* 21. Januar 1860; † 8. Mai 1952 in Braunschweig) war ein deutscher Brauereiunternehmer. Er leitete von 1895 bis 1942 die Brauerei Feldschlößchen AG in Braunschweig, die er zur Großbrauerei ausbaute.

## Leben
Otto Böhme wurde 1860 geboren. Über seine frühen Jahre ist wenig bekannt. Böhmes Biographie ist eng verbunden mit der Geschichte der 1871 an der Wolfenbütteler Straße in Braunschweig gegründeten Brauerei zum Feldschlößchen Gebrüder Bendt OHG. Diese wurde 1888 unter dem Inhaber August Noetzel in eine AG umgewandelt. Noetzel berief Böhme 1895 in den Vorstand des Unternehmens, welcher die technologischen Neuerungen der Pasteurisierung und der Kältemaschine im Betrieb einführte. Wurde bisher das verderbliche Produkt für den Hausgebrauch in kleinen Mengen mit einem Gefäß aus einer Gaststätte bezogen, konnte Böhme nun pasteurisiertes Bier in Pfandflaschen anbieten und die Produktion erheblich steigern. Der sprunghaft gestiegene Absatz betrug um die Jahrhundertwende 50.000 Hektoliter. Durch die 1919 erfolgte Übernahme der Braunschweiger Löwenbrauerei eGmbH und die Fusion mit der an der Helmstedter Straße ansässigen Actien-Bierbrauerei Streitberg erreichte die Produktion 1924/25 erstmals mehr als 100.000 Hektoliter. Im Jahr 1926 oder 1927 wurde die traditionsreiche Brauerei Funke in Helmstedt übernommen.
Böhme schied am 31. März 1942 nach 47 Jahren aus dem Unternehmen aus, das von seinem Sohn Wilhelm Böhme (1887–1951) übernommen wurde. Otto Böhme starb im Mai 1952 im Alter von 92 Jahren in Braunschweig.